# Love and Marriage
Love and Marriage is een lied van Sammy Cahn (tekst) en James Van Heusen (muziek), uit de musicalversie van "Our Town", naar het toneelstuk van Thornton Wilder. Die werd  in 1955 op de Amerikaanse televisie uitgezonden met Frank Sinatra, Paul Newman en Eva Marie Saint in de hoofdrollen. Capitol Records bracht het nummer dat jaar uit op een ep met vier songs uit de musical. Omdat het nummer veel gedraaid werd op de radio, bracht Capitol het in september 1955 uit als een single, in een arrangement van Nelson Riddle die ook het orkest dirigeerde. De B-kant, "The Impatient Years", was ook een nummer uit de musical. Er kwamen ook andere versies uit, onder andere van Dinah Shore op Victor en de Laurie Sisters op Mercury. Sinatra's versie verkocht het best en werd een toptienhit in de Verenigde Staten. In de Billboard Top 100 voor de week eindigend op 30 november 1955 stond het op nummer 7 en de versie van Dinah Shore op 47. Het stond op nummer 6 op 14 januari 1956. "Love and Marriage" kreeg ook een Emmy Award in 1955.
In 1965 bracht Frank Sinatra een nieuwe opname van het nummer uit, ook in een arrangement van Nelson Riddle, op het label Reprise Records. 
Het nummer werd vanaf 1987  gebruikt als titelsong voor de tv-sitcom "Married... with Children". Naar aanleiding van de populariteit van de tv serie in Nederland (uitgezonden door Veronica), werd het nummer in het voorjaar van 1991 in Nederland uitgebracht en was op vrijdag 5 april 1991 Veronica Alarmschijf op Radio 3 en werd een grote hit. De plaat bereikte de 9e positie in de Nederlandse Top 40 en de 8e positie in de Nationale Top 100.
André van Duin zong zijn versie in 1992 onder de titel Grote voeten.